# Ice Climber
Ice Climber (アイスクライマー, Aisu Kuraimā?) is een klimplatform videospel ontwikkeld en uitgegeven door Nintendo in Japan voor de lancering van het Nintendo Entertainment System in 1985. Een jaar eerder, werd een iets andere en minder bekende versie uitgebracht die deel uitmaakte van de Vs. arcade serie genaamd Vs. Ice Climber. In bepaalde Europese landen, werd het spel gebundeld verkocht met de NES, waardoor het spel ook meer bekendheid kreeg buiten Japan.

## Het spel
In het spel, bestuurt speler 1 Popo (ポポ) (een jongen gekleed in een blauw Eskimopak) terwijl speler 2 Nana (ナナ) bestuurt (een meisje gekleed in een roze Eskimopak). Hun doel is om met sneeuw bedekte bergen te beklimmen en hun gestolen groenten terug te veroveren van een grote condor. Het enige wapen dat de speler heeft is een houten hamer om zo openingen te maken in een ijslaag boven ze en vijanden te verslaan. Elke berg bestaat uit acht bergen met kleurrijk ijs en een bonuslevel. De normale ijsblokken vormen geen gevaar voor de speler en kunnen makkelijk vernietigd worden. De ijsblokken met een vierkantige vorm kunnen niet worden vernietigd en zullen op een andere manier gepasseerd moeten worden. Het donkerdere ijs in diagonale lijnen dient als een soort lift waardoor de Eskimo's naar links of rechts glijden. Ook hebben vele bergen wolkachtige platformen, die bewegen als een extra obstakel. Het bonuslevel vindt plaats op het stuk na de wolkachtige platformen. Met een limiet van 40 seconden en geen vijanden, moeten de Ice Climbers hier vaker lastigere sprongen maken en zijn er vele bewegende platformen. Dit is ook de enige plek waar ze hun gestolen groenten terug kunnen krijgen, waarvan de aubergine het meest opvalt. Op de top van de berg vliegt de condor heen en weer. Als de speler hem bij zijn klauwen pakt voordat de tijd om is, krijgt hij een flinke bonus.
De Ice Climbers komen vele vijanden tegen op hun weg naar boven zoals de Topi, Nitpicker en de ijsberen. Toppi's bestaan uit twee varianten: de zeehond uit de Japanse versie en de kleine yeti uit de Westerse versies van het spel. Hoewel vroege uitgaves van het spel in Amerika wel zeehonden bevatte, werden de dieren aangepast omdat ze tot een bedreigde diersoort werden gerekend. Toppi's zijn de minst gevaarlijke vijanden uit de Ice Climbers' avontuur. Hun doel is om te zorgen dat de Ice Climbers de top van de berg niet bereiken, door gaten op te vullen met ijs. Dit doet de Topi door eerst de plek te onderzoeken waar de speler een gat heeft gevormd, dan rent hij naar zijn grot waaruit hij dan weer verschijnt met een ijsklomp om het gat te dichten met twee blokjes. Dit proces blijft zich herhalen tot er geen openingen meer te vinden zijn in hun ijslaag. Nadat de speler succesvol een aantal bergtoppen heeft bereikt, zal de snelheid van de Topi verhogen waardoor ze een stuk gevaarlijker worden. De Nitpicker is een klein bergvogeltje dat uit de ijzige grotten op de randjes kan verschijnen. In tegenstelling tot de Topi die maar op één niveau van de berg blijft, kunnen Nitpickers verschillende ijslagen passeren. Als ze de speler achternazitten op een glad stuk of bij een bewegend platform, is het moeilijker om een goede sprong te maken. De laatste vijand is een rechtoplopende ijsbeer met een roze broek en een zonnebril. Hoewel ze niet vaak worden gezien kunnen ze Popo of Nana een behoorlijke hoofdpijn bezorgen als ze te laag in het scherm blijven en niet snel genoeg verdergaan. Door op het ijs te slaan, dwingt deze vijand het scherm naar boven te bewegen. Als een Eskimo buiten het beeld valt verliest de speler een leven. Andere obstakels bestaan uit dodelijk vallende ijspegels. Deze kunnen zich op elk platform ontwikkelen. Elke Eskimo begint een nieuw spel met drie levens. De enige manier om een extra leven te krijgen is door alle vier de stukken maïs te verzamelen in het vijfde bonuslevel.
Het spel kan gespeeld worden in de één speler of twee speler modus. Bij de laatste houden Popo en Nana een race; wie als eerste bij de top is. Spelers kunnen onderweg samenwerken, maar tijdens de bonuslevels is het een race naar de top.

## Ontwikkelaars

### NES credits
- Bestuursontwikkelaar: Hiroshi Yamauchi
- Ontwikkelaar: Shigeru Miyamoto
- Directeur: Kenji Miki
- Personage Design: Tadashi Sugiyama
- Muziek: Akito Nakatsuka

### e-Reader en GBA credits
- Bestuursontwikkelaar: Satoru Iwata
- Ontwikkelaar: Satoshi Yamoto
- Directeur: Kenji Miki
- Hoofd-programmeurs: Tomohiro Kawase, Hideaki Shimizu
- Geluid compositie: Akito Nakatsuka
- Supervisor: Tadashi Sugiyama
- Fouten verwijdering & test groep: Super Mario Club

Ice Climber was het eerste video-spel dat geprogrammeerd werd door Kazuaki Morita. Hij noemde het spel een "opwarmertje" voor zijn latere NES spel Super Mario Bros waarvan hij hoofdprogrammeur is. Morita zou later ook nog meewerken aan andere grote spellen als de Super Mario Bros. series, de Legend of Zelda series en Lylat Wars.

## Overzettingen
Ice Climber is vaak overgezet naar andere systemen. Weet dat Vs. Ice Climber geen echte overzetting is, aangezien er elementen in zaten die niet in de NES-versie zaten, zoals een levelselecteer-menu, sneeuwstormen, andere vijanden en bonusverdubbelaars.
De verschijning op de PC-8801 had een ander soort kleurenpalet en bevat een grafische verbetering.
| Naam            | Jaar | Platform                      | Opmerkingen                      |
| --------------- | ---- | ----------------------------- | -------------------------------- |
| Vs. Ice Climber | 1984 | Arcade                        | Nintendo Vs. Series              |
| Ice Climber     | 1985 | Nintendo Entertainment System |                                  |
| Ice Climber     | 1985 | NEC PC-8801                   |                                  |
| Ice Climber     | 1988 | Famicom Disk System           | Overzetting van Vs. Ice Climber  |
| Ice Climber     | 2001 | Nintendo 64                   | Was te vinden in Animal Forest   |
| Ice Climber-e   | 2002 | e-Reader                      |                                  |
| Ice Climber     | 2002 | Nintendo GameCube             | Was te vinden in Animal Crossing |
| Ice Climber     | 2004 | Game Boy Advance              | Classic NES Series               |
| Ice Climber     | 2007 | Wii                           | Virtual Console                  |

## Verschijningen

### Super Smash Bros. series
De Ice Climbers, waarvan de stemmen werden ingesproken door Sanae Kobayashi, verschenen als speelbare personages in Super Smash Bros. Melee en Super Smash Bros. Brawl. Hun symbool is een aubergine, de eerste groente uit het originele spel. Er wordt ook een vervolg van Super Smash Bros. Brawl gemaakt onder de naam Uniserve. Het is nog onbekend of de Ice Climbers daar ook in verschijnen. Ondanks dat ze met zijn tweeën zijn, bestuurt de speler alleen Popo terwijl Nana hem imiteert. Als de Ice Climbers worden opgesplitst, zal Nana er alles aan doen om terug te komen bij Popo door vijanden te slaan of voorwerpen te gooien. Als de kleuren van de Ice Climbers worden verandert kan ook met Nana worden gespeeld; Popo zal dan volgen.
In Melee, verschijnen ijsberen en Toppi's in de Adventure Mode. De Japanse versies bevatte een zeehond versie van de Topi terwijl de Westerse een Yeti versie van de Topi bevatte. Hun level "Icicle Mountain," is een level dat gebaseerd op de bergen uit de originele Ice Climber. Het Target Test-level is een representatie met NES-achtige graphics in 2,5D-stijl.
In Brawl, zijn de aanvallen van de Ice Climbers hetzelfde als in Super Smash Bros. Melee Natuurlijk, schuilt de kracht van de Ice Climbers in de samenwerking tussen Popo en Nana: hun aanvalskracht wordt hoger, hun aanvallen hoger en de 'belay'-sprong wordt effectiever. De Final Smash van de Ice Climbers heet "Iceberg." Als deze wordt gebruikt, geven Popo en Nana elkaar een high five waardoor een enorme ijsberg vanuit het niets verschijnt. De ijsberg neemt veel ruimte in beslag en vijanden die de ijsberg aanraken bevriezen. Hun level heet "The Summit," een recreatie van het bonus level 'mountain peak'. Vijanden uit het NES spel die ook in Brawl verschijnen zijn onder andere de ijsbeer en de condor. Samen met al deze nieuwe Ice Climber elementen, verscheen een demo van het uit 1985 daterende originele spel samen met andere Virtual Console spellen als een "Masterpiece".

### WarioWare series
- WarioWare, Inc.: Mega Microgame$: Een van 9-Volts klassieke Nintendo microspellen is gebaseerd op Ice Climber. Hierbij moet Popo de condors klauwen vastpakken.
- WarioWare, Inc.: Mega Party Game$!: Hetzelfde als in WarioWare Inc.: Mega Microgame$. (hierboven)
- WarioWare: Twisted!: Een van 9-Volt en 18-Volts klassieke Nintendo-stijl microspellen is gebaseerd op Ice Climber. De speler slaat hierbij vijanden met een hamer.
- WarioWare: Touched!: Een van 9-volt en 18-volts Nintendo microspellen heet "8-bit-hero". Spelers raken het pixel aan dat verschilt van het andere 6x7 "pixel schaakbord". Op de derde moeilijkheidsgraag, is Popo het personage.

### Andere spellen
- Kirby: Nightmare in Dreamland & Kirby Air Ride: Wanneer Kirby de bevries kracht krijgt, draagt hij Popo's blauwe pak op dezelfde manier als in Super Smash Bros. Melee.
- Tetris DS: Een Ice Climber achtergrond verschijnt op het bovenste scherm van de DS in een bepaald level.
- Daigasso! Band Brothers: Het bonuslevel liedje zit in dit DJ-muziekspel voor de Nintendo DS.